# Chaetopteryx abchazica
Chaetopteryx abchazica là một loài Trichoptera trong họ Limnephilidae. Chúng phân bố ở miền Cổ bắc.